# Директно впръскване
Системата за директно впръскване на горивото (на английски: Gasoline direct injection, GDI) за бензинови двигатели с вътрешно горене впръсква гориво директно в горивната камера. Употребата на такава система увеличава ефективността на двигателя (до 20 % икономия) и намалява отделянето на емисии. За по-добро смесване на капчиците гориво с въздуха, горивната камера е оформена като вдлъбнатина в челото на буталото.
Първият GDI двигател е въведен през 1925 г.